# Lori Berenson
Lori Helene Berenson (ur. 13 listopada 1969 w Nowym Jorku) – amerykańska działaczka społeczna aresztowana w 1995 w Peru pod zarzutem współpracy z Ruchem Rewolucyjnym im. Tupaca Amaru i skazana następnie przez sąd wojskowy na dożywotnie więzienie. Uznana przez Amnesty International za więźniarkę polityczną.
W 2001 jej sprawa została ponownie rozpatrzona przez sąd cywilny, który uznał ją za winną współpracy z terrorystami i wymierzył jej karę 20 lat pozbawienia wolności. W 2010 warunkowo zwolniona.

## Życiorys
Pochodzi z rodziny wykładowców akademickich z Nowego Jorku. Była studentką Massachusetts Institute of Technology.
W 1995 Lori Berenson została aresztowana w autobusie w Limie i oskarżona o członkostwo w radykalnie lewicowej, terrorystycznej organizacji partyzanckiej Ruch Rewolucyjny im. Tupaca Amaru. Kobieta miała uczestniczyć w przygotowywaniu ataku na gmach Kongresu Republiki Peru (podobny akt terrorystyczny nigdy nie nastąpił) oraz ukrywać w swoim domu członków Ruchu. Nie przyznała się do winy, twierdząc, że pracowała w Peru jako dziennikarka. Sprawę Berenson rozpatrywał sąd wojskowy, który skazał ją na dożywotnie pozbawienie wolności. Organizacje zajmujące się obroną praw człowieka krytykowały postępowanie w sprawie Amerykanki, twierdząc, że jej proces nie był uczciwy. Rodzina skazanej twierdziła, że wyjechała ona do Peru jako działaczka społeczna i nie brała udziału w konflikcie wewnętrznym w kraju.
Władze amerykańskie, w tym prezydent Bill Clinton, wielokrotnie apelowały o ułaskawienie Berenson. Za skazaną wstawiał się także laureat Pokojowej Nagrody Nobla Elie Wiesel. W 1997, gdy grupa członków Ruchu Rewolucyjnego im. Tupaca Amaru dokonała ataku na ambasadę japońską w Limie, żądając zwolnienia więzionych partyzantów lewicowych, Lori Berenson była wśród osób, których zwolnienia domagali się terroryści.
W 1998 Amnesty International uznała Lori Berenson za więźniarkę polityczną.
Pod presją organizacji broniących praw człowieka oraz rządu amerykańskiego, w 2000 prezydent Peru Alberto Fujimori, którego polityka w dotychczasowym okresie rządów zakładała bezwzględne zwalczanie lewicowej partyzantki, nakazał ponowne rozpatrzenie sprawy Berenson przez sąd cywilny. W 2001 uznał on Amerykankę za winną współpracy z terrorystami i skazał ją na 20 lat pozbawienia wolności.
W maju 2009 Lori Berenson została warunkowo zwolniona z więzienia. Wydarzenie to spotkało się z krytyką czołowych polityków peruwiańskich, chociaż prezydent kraju Alan Garcia stwierdził, że szanuje decyzję sądową. W związku z protestami mieszkańców dzielnicy, w której osiadła, Amerykanka zwróciła się do niego z prośbą o anulowanie pozostałej części wyroku i umożliwienie jej wyjazdu z Peru. W sierpniu 2010 warunkowe zwolnienie Berenson zostało anulowane. W styczniu 2011 sąd ponownie zmienił decyzję w tej sprawie, zezwalając Berenson na warunkowe opuszczenie więzienia. Kobieta będzie musiała pozostać w Peru do 2015.
W 2009 Berenson zadeklarowała żal z powodu współpracy z Ruchem Rewolucyjnym im. Tupaca Amaru, przyznając się do udzielania schronienia jego członkom. Zaprzeczyła jednak, by wiedziała, że we wskazanym im miejscu przechowują oni broń, ani by brała udział w akcjach terrorystycznych ruchu.
W 2003 zawarła związek małżeński z Anibalem Aparim Sanchezem, byłym członkiem Ruchu Rewolucyjnego im. Tupaca Amaru i prawnikiem. W więzieniu urodziła w 2009 jego syna Salvadora. Następnie małżeństwo Berenson rozpadło się, choć oboje utrzymują przyjacielskie relacje.